# José Taronjí y Cortés
José Taronjí y Cortés (Palma de Mallorca, 1847-Palma de Mallorca, 1890) fue un escritor y sacerdote español.

## Biografía
Nació en Palma de Mallorca en 1847. Doctor en Teología y canónigo del Sacro Monte de Granada, fue autor de obras históricas, religiosas y poéticas, además de colaborador de publicaciones periódicas como la Revista Balear de Literatura, Ciencia y Artes, La Ilustración Española y La Ilustración Católica, entre otras. Falleció en enero de 1890 en su ciudad natal.